# München TV
München TV (Eigenschreibweise münchen.tv) ist ein regionaler Fernsehsender aus München. Der Sender wird seit 2005 durch die München Live TV Fernsehen GmbH & Co. KG betrieben. In den Räumlichkeiten der München Live TV Fernsehen GmbH & Co. KG werden auch Teile des Programms RTL München live produziert.

## Programm

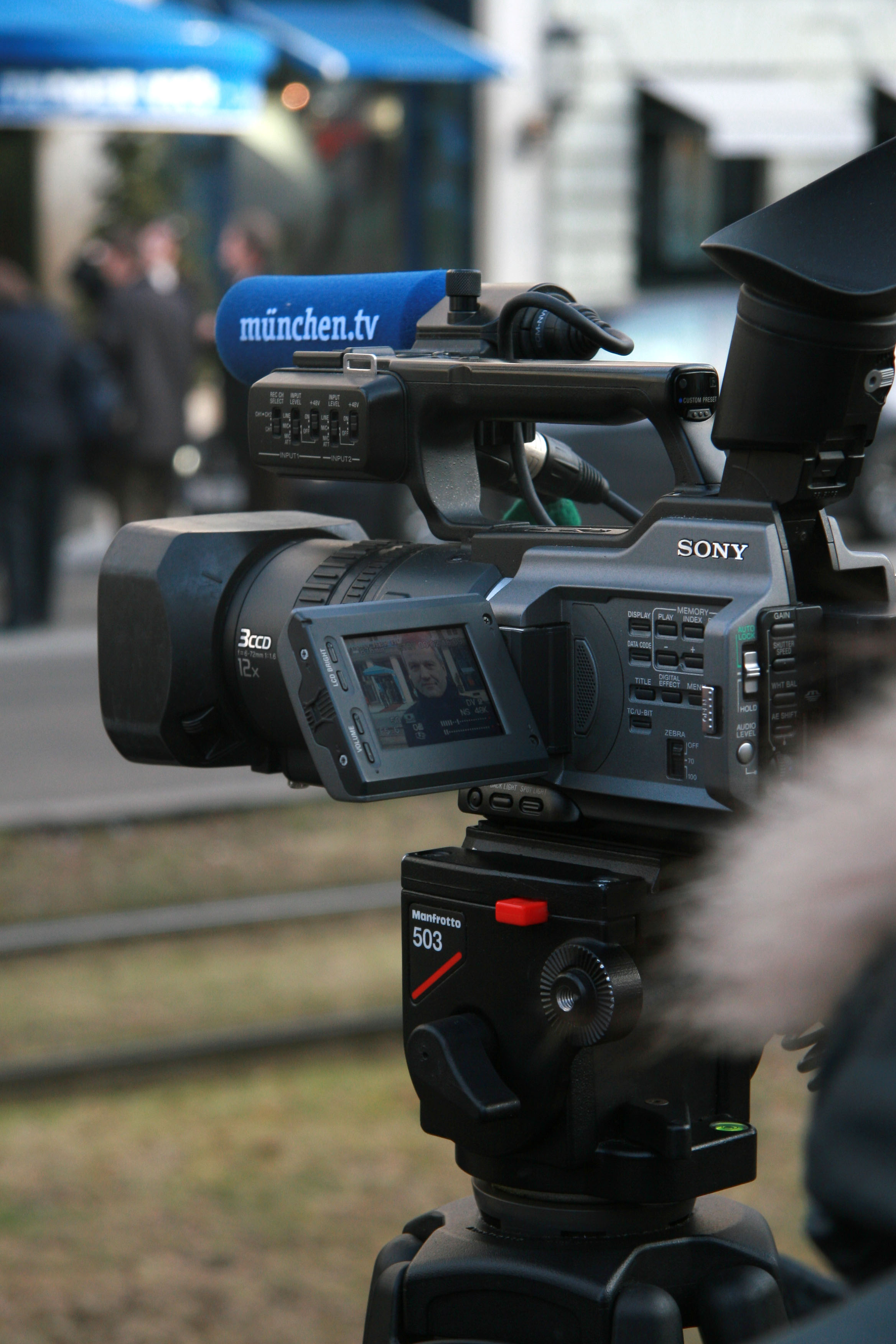
Kamera von münchen.tv

### münchen.tv
Mit seinem TV-Programm richtet sich der Sender an Zuschauer aus München und Oberbayern und berichtet in der Nachrichtensendung münchen heute von aktuellen Ereignissen und dem Geschehen aus dem Sendegebiet. Bis April 2020 moderierte Monika Eckert die Sendung, die um 18:00 Uhr live ausgestrahlt und um 19:00 Uhr und 21:00 Uhr wiederholt wird. Seit Mai 2020 moderiert ein gemischtes Team aus Moderatoren die Sendung. Seit 2022 ist auch Monika Eckert wieder im Team von münchen heute.
Die Chefredakteurin des Senders, Marion Gehlert, moderiert die Talksendung Stadtgespräch, in der Themen aus München diskutiert werden. Unter anderem ist regelmäßig der Münchner Oberbürgermeister zu Gast. Der ehemalige langjährige Chefredakteur Jörg van Hooven spricht in der Sendung Menschen in München mit unterschiedlichsten Persönlichkeiten aus Politik, Kunst und Kultur, meist auf einem Spaziergang durch München.
Im Münchner Stadtrundgang interviewt Christopher Griebel im gesamten Sendegebiet des Senders Menschen aus München und Umgebung. Das Format szene münchen beschäftigt sich mit der Münchner Promiwelt und Veranstaltungen in der Landeshauptstadt und wird von Alexander Onken moderiert. In der Sportarena beschäftigt sich Moderator Daniel Stock sowie Kollegen mit dem Sport aus der Stadt und der Umgebung Münchens.
Der Motivationscoach Erich Lejeune moderiert die Samstagssendung Lejeune – Der Personality Talk und das Format Brennpunkt Wirtschaft. Neben Die Zeit läuft ist der Entertainer Barry Werkmeister in der Sendung Auf den Cent genau zu sehen. Im Club der Köchinnen kochte von 2007 bis 2018 Edith von Welser-Ude, Ehegattin von Christian Ude (ehemaliger Oberbürgermeister der Landeshauptstadt München) zusammen mit verschiedenen Gästen.

#### Die Wiesn auf münchen.tv
Während des Oktoberfestes in München (Wiesn) überträgt münchen.tv täglich mehrere Stunden Live-Programm aus einem der Festzelte. Rund 50 Fernsehmacher veranstalten das Programm hinter und vor den Kulissen. 2022 wechselte münchen.tv vom Hofbräu- in das Paulaner-Festzelt. Im Jahr 2024 wird der langjährige Wiesnmoderator Onken durch Corinna Binzer unterstützt.

#### Liste aller Sendungen
Insgesamt strahlt der Sender etwa 35 verschiedene Formate und Sendungen aus, darunter auch Service-Beiträge und Dauerwerbesendungen. Aktuell listet der Sender auf seiner Internetseite folgende Sendungen:
- Auf den Cent genau
- Bayerische Landfrauen kochen auf
- Bayern Agenda
- Beste Lage
- Brennpunkt Wirtschaft
- Claudia Pichler
- Culture Club
- Culture Talk
- Die Sprechstunde
- Die Zeit läuft
- Erlebniswelt Shopping
- Feratel Panorama
- Heimatgschichtn
- Lejeune
- Meet your Master – Der Talk mit Heiner Lauterbach
- Mein Weg
- Miteinander
- Motivation Gesundheit
- münchen heute
- München tut gut
- Münchner Stadtrundgang
- Record 089
- Schaufenster
- Schön Wohnen TV
- Stadtgespräch
- Stammtisch
- Sport Arena
- szene münchen
- tierisch München
- Tierschutz in München
- Unser München
- WirSindWiesn

### münchen2
münchen2 wurde bis 1. Juli 2019 über Kabel im Großraum München ausgestrahlt und war eine 100-prozentige Tochter von München TV. münchen2 richtete sich eher an eine jüngere Zielgruppe. Am 1. Juli 2019 wurde das zuletzt überwiegend aus Teleshopping-Formaten bestehende Programm eingestellt.

### RTL München Live
RTL München Live ist das Fensterprogramm bei RTL. Zwischen 18:00 Uhr und 18:30 Uhr kann man auf den terrestrischen Frequenzen von RTL und im Kabelkanal von RTL lokale Informationen sehen.

## münchen.tv im Internet
münchen.tv ist auch auf verschiedenen Plattformen und Portalen im Internet vertreten. Primär wird die eigene Webseite mit dem Inhalt der linearen Ausstrahlung gefüllt. Neben Facebook wird auch ein YouTube-Channel betrieben. Der Sender ist auch bei Google News vertreten. Zusätzlich werden die Facebook-Seiten Oktoberfest Live und szene münchen durch die münchen.tv Mitarbeiter bespielt.

## Empfang
München TV kann über Kabel, Satellit, über IPTV bei Entertain sowie als Live-Stream über die Website des Senders empfangen werden. Er richtet sich thematisch an die Zuschauer im Sendegebiet, kann aber über Satellit in ganz Mitteleuropa gesehen werden.
München TV startete am 20. September 2014 einen frei empfangbaren HD-Testbetrieb über ASTRA 19,2° Ost. Via Satellit wird seit 1. April 2018 nur das HD-Signal verbreitet: Frequenz 11552 MHz (11,552 GHz), Polarisation H, Symbolrate 22000 (22,0), DVB-S2, 8PSK, FEC 2/3). Mit Empfangsgeräten von Vodafone Kabel Deutschland kann der Sender seit dem 6. Oktober 2015 dauerhaft in HD empfangen werden. Die Verbreitung über DVB-T wurde zum 1. Juni 2015 eingestellt.

## Gesellschafter
Eigentümer der München Live TV Fernsehen GmbH & Co. KG sind folgende Gesellschafter:
- Medienpool TV GmbH Konzeption – Redaktion – Produktion mit 16 % (gehört Helmut Markwort)
- Studio Gong GmbH & Co. Studiobetriebs KG mit 16 %
- HeronMedia Werbegesellschaft mbH mit 11 % (gehört Franz Georg Strauß)
- rt.1 media group GmbH mit 11 % (Tochterfirma der Mediengruppe Pressedruck)
- Neue Welle Antenne München Rundfunk-Programmanbieter-Gesellschaft mbH mit 14 % (Tochterfirma von Müller Medien)
- Burda Broadcast Media GmbH & Co. KG mit 16 % (Tochterfirma von Hubert Burda Media)
- Münchener Zeitungs-Verlag GmbH mit 16 % (Verlag des Münchner Merkur in der Mediengruppe von Dirk Ippen)